# Fundación para la Ciencia y la Tecnología
La Fundación para la Ciencia y Tecnología (FCT), IP (en portugués: Fundação para a Ciência e a Tecnologia) es el organismo público nacional para apoyar la investigación en ciencia, tecnología e innovación en todas las áreas del conocimiento. En el marco del Ministerio de Educación y Ciencia, la FCT inició sus operaciones en agosto de 1997 que suceda a la Junta Nacional de Investigación de la Ciencia y la Tecnológica (JNICT). Desde el 1 de marzo del 2012, la FCT sucede a la UMIC —Agencia para el Conocimiento en la Sociedad, IP— en la responsabilidad de coordinar las políticas públicas para la oferta de información a la sociedad en Portugal. En octubre de 2013 la FCT asumió los poderes de la Fundación para la Computación Científica Nacional (FCCN).
Los objetivos de la FCT son:
- Portugal se convierta en un referente internacional en ciencia, tecnología e innovación;
- Asegurarse de que el conocimiento generado por la investigación científica se utiliza por completo para el crecimiento económico y el bienestar de los ciudadanos.